# The Buttes
The Buttes és una concentració de població designada pel cens dels Estats Units a l'estat de Wyoming. Segons el cens del 2000 tenia 31 habitants.

## Demografia
Segons el cens del 2000, The Buttes tenia 31 habitants, 14 habitatges, i 13 famílies. La densitat de població era de 3 habitants/km².
Dels 14 habitatges en un 14,3% hi vivien nens de menys de 18 anys, en un 92,9% hi vivien parelles casades, en un 0% dones solteres, i en un 7,1% no eren unitats familiars. En el 7,1% dels habitatges hi vivien persones soles el 7,1% de les quals corresponia a persones de 65 anys o més que vivien soles. El nombre mitjà de persones vivint en cada habitatge era de 2,21 i el nombre mitjà de persones que vivien en cada família era de 2,31.
Per edats la població es repartia de la següent manera: un 12,9% tenia menys de 18 anys, un 0% entre 18 i 24, un 12,9% entre 25 i 44, un 67,7% de 45 a 60 i un 6,5% 65 anys o més.
L'edat mediana era de 52 anys. Per cada 100 dones de 18 o més anys hi havia 107,7 homes.
La renda mediana per habitatge era de 63.750 $ i la renda mediana per família de 63.750 $. Els homes tenien una renda mediana de 46.250 $ mentre que les dones 18.750 $. La renda per capita de la població era de 16.154 $. Cap de les famílies estaven per davall del llindar de pobresa.

## Poblacions més properes
El següent diagrama mostra les poblacions més properes.